# Liste der französischen Botschafter im Vereinigten Königreich
Die Liste der französischen Botschafter im Vereinigten Königreich bietet einen Überblick über die französischen Botschafter im Königreich England (1396 bis 1707) und im Vereinigten Königreich (seit 1707).

## Missionschefs

### Französische Gesandte in England
| Ernennung/ Akkreditierung | Abberufung | Name                                         | Anmerkungen | Bild                                           |
| ------------------------- | ---------- | -------------------------------------------- | --- | ---------------------------------------------- |
| 1396                      | 1396       | Nicolas du Bosc                              | |                                                |
| 1445                      | 1445       | Louis de Bourbon, Comte de Vendôme           | |                                                |
| 1445                      | 1445       | Jean Juvénal des Ursins                      | |                                                |
| 1477                      | 1477       | Erzbischof von Vienne                        | |                                                |
| 1480                      | 1480       | Charles de Martigny                          | [ 1 ] |                                                |
| 1480                      | 1480       | Claude de Seyssel                            | |                                                |
| 1533                      | 1533       | Jean de Dinteville                           | Minister-Resident, zeitgleich mit Georges de Selve als Sondergesandten                                          |                                                |
| 1533                      | 1536       | François II. de Tournon                      | |                                                |
| 1554                      | 1554       | Antoine de Noailles                          | |                                                |
| 1554                      | 1556       | Antoine de Noailles                          | |                                                |
| 1556                      | 1556       | Gilles de Noailles                           | |                                                |
| 1556                      | 1557       | François de Noailles                         | |                                                |
| 1568                      | 1575       | Bertrand de Salignac de Lamothe Fénelon      | |                                                |
| 1575                      | 1585       | Michel de Castelnau Mauvissière              | Verbündeter Maria Stuarts                                                                                       | Michel de Castelnau Mauvissière                |
| 1586                      | 1587       | Pomponne de Bellièvre                        | | Pomponne de Bellièvre                          |
| 1597                      | 1597       | André Hurault Maisse                         | (1539–1607) |                                                |
| 1597                      | 1597       | Père Joseph                                  | |                                                |
| 1601                      | 1607       | Christophe de Harlay                         | |                                                |
| 1623                      | 1623       | Fatal Vespers                                | |                                                |
| 1626                      | 1626       | François de Bassompierre                     | [ 4 ] |                                                |
| 1661                      | 1662       | Godefroi, comte d’Estrades                   | |                                                |
| 1662                      | 1665       | Gaston Jean Baptiste hrabia de Cominges      | Gaston Jean Baptiste Comte de Cominges (1613 1670), governor of Saumur, French ambassador to England, 1661–1664 |                                                |
| 1676                      | 1676       | Honoré Courtin                               | |                                                |
| 1697                      | 1701       | Camille d’Hostun de la Baume, duc de Tallard | |                                                |
| 1701                      | 1701       | Jean-Baptiste Poussin                        | Geschäftsträger                                                                                                 |                                                |
| 1702                      | 1702       | François Gauthier                            | |                                                |
| 1705                      | 1705       | Nathaniel Hooke                              | | Nathaniel Hooke, first Baron Hooke (1664–1738) |

### Französische Botschafter im Vereinigten Königreich
| Ernennung/ Akkreditierung                 | Abberufung | Name                                                 | Anmerkungen                                                 | Bild                                     |
| ----------------------------------------- | ---------- | ---------------------------------------------------- | ----------------------------------------------------------- | ---------------------------------------- |
| 1708                                      | 1708       | Charles Auguste de Matignon, hrabia de Gacé          |                                                             |                                          |
| 1710                                      | 1710       | Azurini                                              |                                                             |                                          |
| 1711                                      | 1711       | Aabbé Gaultier mit Unterhändler Nicolas Ménager      |                                                             | Unterhändler Nicolas Ménager             |
| 1712                                      | 1712       | Louis d’Aumont, Duc d'Aumont                         | ambassadeur extraordinaire                                  |                                          |
| 1713                                      | 1713       | Nicolas Chalon du Blé und Nicolas Clermont Ménager   |                                                             |                                          |
| 1713                                      | 1717       | Charles-François La Bonde d’Iberville                |                                                             |                                          |
| 1717                                      | 1717       | Guillaume Dubois                                     | Alliance défensive de La Haye                               |                                          |
| 1717                                      | 1718       | Guillaume Dubois                                     |                                                             |                                          |
| 1718                                      | 1718       | Nicolas Chalon du Blé                                |                                                             |                                          |
| 1718                                      | 1718       | Yves d’Alègre                                        | ambassadeur ordinaire et extraordinaire                     | Yves d’Alègre                            |
| 1719                                      | 1720       | Henri de Saint Nectaire                              |                                                             |                                          |
| 1720                                      | 1720       | Philippe Néricault Destouches                        | Geschäftsträger                                             | Philippe Néricault Destouches            |
| 1723                                      | 1723       | Théodore Chevignard de Chavigny                      |                                                             |                                          |
| 1724                                      | 1729       | François-Marie de Broglie                            |                                                             | François-Marie de Broglie                |
| 1727                                      | 1727       | Jacques-Joachim Trotti                               |                                                             |                                          |
| 1731                                      | 1731       | Théodore Chevignard de Chavigny                      |                                                             |                                          |
| 1731                                      | 1731       | Morel Deschamps                                      |                                                             |                                          |
| 1734                                      | 1734       | Beaufort de Ferette                                  |                                                             |                                          |
| 1738                                      | 1739       | Gaston Pierre de Lévis, Marquis de Mirepoix          |                                                             | Gaston Pierre de Lévis                   |
| 1741                                      | 1741       | Étienne de Silhouette                                |                                                             |                                          |
| 1741–1748: Österreichischer Erbfolgekrieg |            |                                                      |                                                             |                                          |
| 1749                                      | 1751       | Louis de Cardavac, markiz Havrincourt                |                                                             |                                          |
| 1749                                      | 1755       | Gaston Charles Pierre de Lévis de Mirepoix           |                                                             |                                          |
| 1754                                      | 1754       | Boutet Geschäftsträger                               |                                                             |                                          |
| 1755                                      | 1755       | Gaston Charles Pierre de Lévis de Mirepoix           |                                                             |                                          |
| 1756–1762: Siebenjähriger Krieg           |            |                                                      |                                                             |                                          |
| 1762                                      | 1763       | Louis-Jules Mancini-Mazarini                         |                                                             | Louis-Jules Mancini-Mazarini             |
| 1763                                      | 1767       | Claude Louis François Régnier de Guerchy             |                                                             | Claude Louis François Régnier de Guerchy |
| 1768                                      | 1770       | Louis Marie Florent du Châtelet                      |                                                             |                                          |
| 1770                                      | 1776       | Adrien-Louis de Bonnières, duc de Guînes             |                                                             | Adrien-Louis de Bonnières, duc de Guînes |
| 1776                                      | 1778       | Emmanuel Marie Louis de Noailles                     | [ 5 ]                                                       |                                          |
| 1783                                      | 1783       | Éléonore François Elie Moustier, marquis de Moustier |                                                             |                                          |
| 1783                                      | 1787       | Jean-Balthazar d’Adhémar                             |                                                             |                                          |
| 1784                                      | 1787       | François-Marie, Marquis de Barthélemy                |                                                             | François-Marie, Marquis de Barthélemy    |
| 1786                                      | 1786       | Joseph Matthias Gérard de Rayneval                   |                                                             |                                          |
| 1788                                      | 1791       | Anne-César, Chevalier de la Luzerne                  |                                                             | Anne-César, Chevalier de la Luzerne      |
| 1792                                      | 1792       | Charles-Maurice de Talleyrand-Périgord               |                                                             | Charles-Maurice de Talleyrand-Périgord   |
| 1793                                      | 1793       | Hugues-Bernard Maret                                 |                                                             | Hugues-Bernard Maret                     |
| 1794                                      | 1794       | Monneron Familie                                     |                                                             |                                          |
| 1793–1815: Napoleonische Kriege           |            |                                                      |                                                             |                                          |
| 1815                                      | 1819       | René Eustache d’Osmond                               | (1751–1838)                                                 | René Eustache d’Osmond                   |
| 1819                                      | 1819       | Victor de Fay de Latour-Maubourg                     |                                                             | Victor de Fay de Latour-Maubourg         |
| 1820                                      | 1821       | Élie Decazes                                         |                                                             | Élie Decazes                             |
| 1821                                      | 1821       | Antoine-Louis-Marie de Gramont                       |                                                             | Antoine-Louis-Marie de Gramont           |
| 1822                                      | 1822       | François-René de Chateaubriand                       |                                                             | François-René de Chateaubriand           |
| 1823                                      | 1829       | Jules de Polignac                                    |                                                             | Jules de Polignac                        |
| 1829                                      | 1830       | Adrien de Montmorency-Laval                          |                                                             | Adrien de Montmorency-Laval              |
| 1830                                      | 1834       | Charles-Maurice de Talleyrand-Périgord               |                                                             | Charles-Maurice de Talleyrand-Périgord   |
| 1835                                      | 1840       | Horace-François Sébastiani                           |                                                             | Horace-François Sébastiani               |
| 1840                                      | 1840       | François Guizot                                      |                                                             | François Guizot                          |
| 1841                                      | 1847       | Louis-Clair Beaupoil de Sainte-Aulaire               |                                                             | Louis-Clair Beaupoil de Sainte-Aulaire   |
| 1847                                      | 1848       | Achille-Charles-Léonce-Victor de Broglie             |                                                             | Achille-Charles-Léonce-Victor de Broglie |
| 1848                                      | 1848       | Gustave de Beaumont                                  |                                                             | Gustave de Beaumont                      |
| 1849                                      | 1851       | Édouard Drouyn de Lhuys                              |                                                             | Édouard Drouyn de Lhuys                  |
| 1851                                      | 1855       | Alexandre Colonna-Walewski                           | außerehelicher Sohn Napoleon Bonapartes                     | Alexandre Colonna-Walewski               |
| 1855                                      | 1858       | Victor Fialin, duc de Persigny                       |                                                             | Victor Fialin, duc de Persigny           |
| 1858                                      | 1859       | Aimable Pélissier                                    | Marschall von Frankreich                                    | Aimable Pélissier                        |
| 1859                                      | 1860       | Victor Fialin, duc de Persigny                       |                                                             | Victor Fialin, duc de Persigny           |
| 1860                                      | 1862       | Charles-Joseph de Flahaut                            |                                                             | Charles-Joseph de Flahaut                |
| 1862                                      | 1863       | Jean-Baptiste Louis Gros                             |                                                             | Jean-Baptiste Louis Gros                 |
| 1863                                      | 1869       | Henri de La Tour d'Auvergne-Lauraguais               | (1823–1871)                                                 | Henri de La Tour d'Auvergne-Lauraguais   |
| 1869                                      | 1870       | Charles de La Valette                                | Innenminister (1865–1867), Außenminister (1866, 1868–1869)  | Charles de La Valette                    |
| 1871                                      | 1872       | Philippe de Rohan-Chabot                             | (1815–1875)                                                 | Philippe de Rohan-Chabot                 |
| 1872                                      | 1873       | Albert de Broglie                                    | Premierminister (1873–1874, 1877)                           | Albert de Broglie                        |
| 1873                                      | 1873       | Louis Decazes                                        | Außenminister (1873–1877)                                   | Louis Decazes                            |
| 1873                                      | 1874       | Sosthène II de La Rochefoucauld                      | (1825–1908)                                                 | Sosthène II de La Rochefoucauld          |
| 1875                                      | 1879       | Georges d'Harcourt-Olonde                            | (1808–1883)                                                 |                                          |
| 1879                                      | 1880       | Louis Pierre Alexis Pothuau                          | [ 7 ]                                                       | Louis Pothuau                            |
| 1880                                      | 1880       | Léon Say                                             | [ 8 ]                                                       | Léon Say                                 |
| 1880                                      | 1882       | Paul Challemel-Lacour                                |                                                             | Paul Challemel-Lacour                    |
| 1883                                      | 1893       | William Henry Waddington                             | Ministerpräsident der Dritten Französischen Republik (1879) | William Henry Waddington                 |
| 1894                                      | 1898       | Alphonse Chodron de Courcel                          |                                                             | Alphonse Chodron de Courcel              |
| 1898                                      | 1920       | Paul Cambon                                          |                                                             | Paul Cambon                              |
| 1920                                      | 1924       | Charles de Beaupoil                                  |                                                             | Charles de Beaupoil                      |
| 1924                                      | 1933       | Aimé Joseph de Fleuriau                              |                                                             | Aimé Joseph de Fleuriau                  |
| 1933                                      | 1940       | Charles Corbin                                       |                                                             |                                          |
| 1944                                      | 1954       | René Massigli                                        |                                                             | René Massigli                            |
| 1955                                      | 1962       | Jean Chauvel                                         |                                                             |                                          |
| 1962                                      | 1972       | Geoffroy Chodron de Courcel                          |                                                             |                                          |
| 1972                                      | 1977       | Jacques Delarüe-Caron de Beaumarchais                | (1913–1979)                                                 | Jacques Delarüe-Caron de Beaumarchais    |
| 1977                                      | 1981       | Jean Sauvagnargues                                   |                                                             | Jean Sauvagnargues                       |
| 1981                                      | 1984       | Emmanuel Jacquin de Margerie                         |                                                             |                                          |
| 1984                                      | 1986       | Jacques Viot                                         |                                                             |                                          |
| 1986                                      | 1990       | Luc de La Barre de Nanteuil                          |                                                             |                                          |
| 1990                                      | 1993       | Bernard Dorin                                        |                                                             |                                          |
| 1993                                      | 1998       | Jean Guéguinou                                       |                                                             | Jean Guéguinou                           |
| 1998                                      | 2002       | Daniel Bernard                                       |                                                             |                                          |
| 2002                                      | 2007       | Gérard Errera                                        |                                                             | Gérard Errera                            |
| 2007                                      | 2011       | Maurice Gourdault-Montagne                           |                                                             | Maurice Gourdault-Montagne               |
| 2011                                      | 2014       | Bernard Émié                                         |                                                             | Bernard Émie                             |
| 2014                                      | 2017       | Sylvie Bermann                                       |                                                             | Sylvie Bermann                           |
| 2017                                      | 2019       | Jean-Pierre Jouyet                                   |                                                             | Jean-Pierre Jouyet                       |
| 2019                                      | 2022       | Catherine Colonna                                    | Außenministerin (2022–2024)                                 | Catherine Colonna                        |
| 2022                                      |            | Hélène Tréheux-Duchêne                               |                                                             | Hélène Tréheux-Duchêne                   |